# Helen Slater

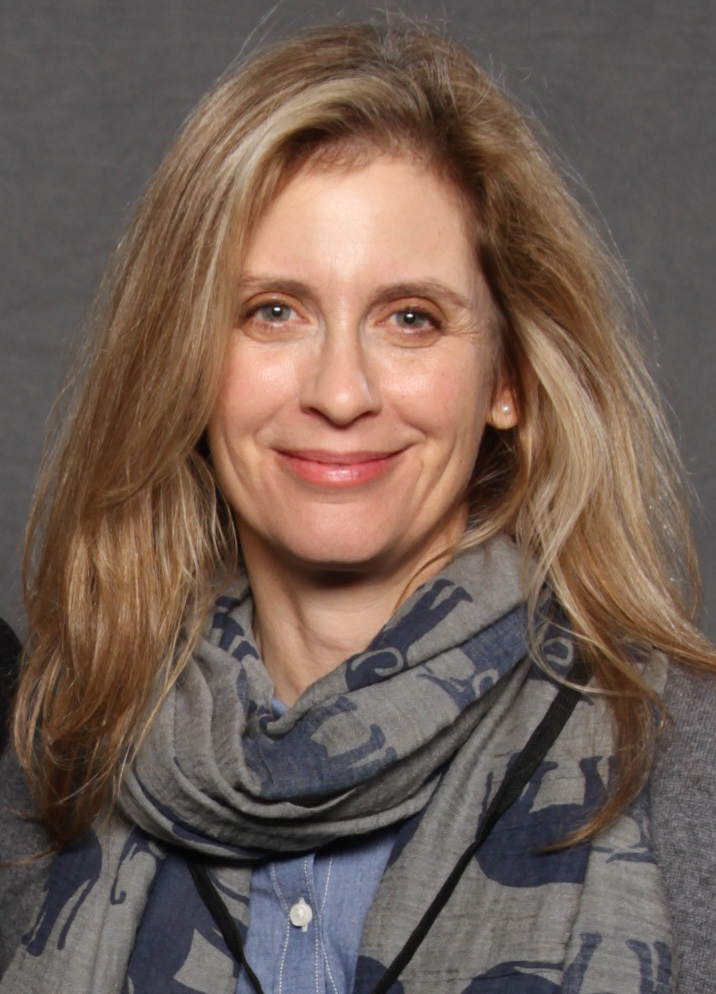
Helen Slater auf der Magic City Comic Con, Januar 2016

Helen Rachel Slater (* 15. Dezember 1963 in Bethpage, New York) ist eine US-amerikanische Schauspielerin und Singer-Songwriterin.
Ihren Durchbruch als Filmschauspielerin feierte sie 1984 mit der Hauptrolle im Science-Fiction-Film Supergirl. In den Folgejahren spielte sie in weiteren Filmdramen und -komödien wie Zeit der Vergeltung, Die unglaubliche Entführung der verrückten Mrs. Stone, Das Geheimnis meines Erfolges und City Slickers – Die Großstadt-Helden. Später wirkte sie überwiegend in Fernsehfilmen mit und hatte zudem Gastauftritte in zahlreichen US-amerikanischen Fernsehserien. Darüber hinaus geht sie seit ihren Jugendjahren als Klavierspielerin und Sängerin musikalischen Interessen nach. Zwischen 2003 und 2015 veröffentlichte sie fünf Alben mit eigenen Kompositionen.

## Herkunft
Helen Slater wurde im Mid-Island Hospital in Bethpage im Nassau County auf Long Island als jüngeres von zwei Kindern geboren und wuchs in der benachbarten Ortschaft Massapequa auf. Der Vater Gerald Slater arbeitete in den 1960er-Jahren beim Fernsehsender CBS in leitenden Positionen und war Gründungsmitglied der Senderkette Public Broadcasting Service. Der Großvater entstammte einer jüdischen Familie aus Polen, bei der Immigration änderte er auf Ellis Island den Geburtsnamen Schlacter in Slater um. Die Mutter Alice Joan Slater (geb. Citrin) engagierte sich als Rechtsanwältin für diverse Friedensorganisationen und war unter anderem Repräsentantin der Nuclear Age Peace Foundation (NAPF) in New York City. Die Eltern waren von 1957 bis 1974 verheiratet. Helen Slater und ihre Mutter wohnten eine Zeit lang in Great Neck und zogen später nach Manhattan. Ihr älterer Bruder David M. Slater arbeitet als Rechtsanwalt in New York City.

## Karriere

### Film und Fernsehen
Nach dem Besuch der Great Neck South High School in Lake Success studierte Helen Slater dramatisches Schauspiel an der New Yorker High School of Performing Arts, die durch den etwa zur selben Zeit gedrehten Tanzfilm Fame – Der Weg zum Ruhm bekannt wurde. Im Rahmen ihrer Ausbildung war sie am Musical-Projekt The Bus & Truck Company beteiligt, das durch die Stadtbezirke Bronx und Harlem führte. Sie spielte auch die Helena in Die Troerinnen und nahm an einem Seminar der Theatergruppe Shakespeare & Company in Lenox teil. Ein halbes Jahr nach dem Abschluss der Schauspielschule hatte sie neben James Earl Jones, Meg Ryan und Matthew Modine ihren ersten Fernsehauftritt in der Episode Amy & the Angel der Jugendserie Junge Schicksale (ABC Afterschool Specials). Die im September 1982 ausgestrahlte 45-minütige Folge handelt von der Highschool-Schülerin Amy Watson, einer deprimierten Außenseiterin, die den Sinn des Lebens infrage stellt. Ein Schutzengel führt ihr vor Augen, welche Bedeutung ihre Existenz für andere Menschen aus ihrem Umfeld hat. Die zum Teil fiktionale Geschichte weist Parallelen zur Tragikomödie Ist das Leben nicht schön? mit James Stewart auf.
Als Filmschauspielerin debütierte Slater 1984 an der Seite von Peter O’Toole und Faye Dunaway in der Comicverfilmung Supergirl. Für die Rolle der Titelfigur, die auf Betreiben der Filmemacher mit einer unbekannten Person besetzt werden sollte, interessierten sich mehrere Hundert Jungdarstellerinnen. Casting-Director Lynn Stalmaster, der bereits einige Jahre zuvor für die Besetzung von Christopher Reeve als Superman verantwortlich gewesen war, schickte Slater als erste von acht ausgewählten Kandidatinnen zum Vorspielen in einem Hotel in New York City. Nach weiteren Bewerbungsterminen und Probeaufnahmen wurde sie im November 1982 von Regisseur Jeannot Szwarc verpflichtet. Für die körperlich anspruchsvollen Dreharbeiten musste sie ein wochenlanges Vorbereitungsprogramm mit Stunt-Trainer Alf Joint absolvieren und an Gewicht zulegen. Während der etwa ein Jahr dauernden Produktion in den britischen Pinewood Studios lebte sie in England. Slater wurde ein Jahr später für den Saturn Award als beste Hauptdarstellerin nominiert, verlor aber gegen Daryl Hannah für die Darstellung der Meerjungfrau Madison in der Komödie Splash – Eine Jungfrau am Haken.

“I’d done the «Linda Lee» part and then all of a sudden it was time to do the «Supergirl» thing. So I said, well, give me a second. I went out into the aisle and I started changing and I caught myself in the mirror. And there I was in this leotard and this old Danskin skirt, you know, and I’m thinking, Jesus, I look like a jackass. I say there’s no way I can go in there now.”

„Ich hatte den «Linda-Lee»-Teil gerade beendet und sollte auf einmal die «Supergirl»-Sache machen. Ich sagte, in Ordnung, gebt mir eine Sekunde. Ich ging in den Gang hinaus, zog mich um und ertappte mich im Spiegel. Da stand ich nun in diesem Leotard und diesem alten Ballettrock und dachte, mein Gott, ich sehe aus wie ein Vollidiot. Nie im Leben gehe ich dort wieder hinein.“

1984 übernahm sie die Hauptrolle als Billie Jean Davy im Filmdrama Zeit der Vergeltung. Darin spielte sie eine Jugendliche, die sich infolge unglücklicher Umstände zusammen mit ihrem Bruder – gespielt von Christian Slater in seiner ersten Filmrolle – auf die Flucht durch Texas begibt und beim Kampf für Gerechtigkeit unfreiwillig zu einem lokalen Medienstar aufsteigt. Im zweiten Teil der Handlung änderte sie als Zeichen des Aufbegehrens gegen die Erwachsenenwelt ihr äußeres Erscheinungsbild und orientierte sich mit Kurzhaarschnitt am Vorbild der französischen Nationalheldin Jeanne d’Arc. Slaters Erstlingswerke waren beide kommerziell wenig erfolgreich und fielen auch bei Kritikern durch. Im Rückblick genießen sie als typische Machwerke der 1980er-Jahre nicht zuletzt aufgrund ihrer schlechten Verfügbarkeit einen gewissen Kultstatus bei Filmfans.
Mit ihren nächsten Filmprojekten löste sich Slater vom Image als Heldin und wechselte in das komödiantische Fach. In
Die unglaubliche Entführung der verrückten Mrs. Stone spielte sie die naive Sandy Kessler, die zusammen mit ihrem Ehemann aus Geldnot eine Erpressung plant. Nach der Entführung der reichen Barbara Stone nimmt die Geschichte jedoch einen unerwarteten Verlauf. In dem als Persiflage auf den amerikanischen Alltag gelobten Film waren Danny DeVito und Bette Midler in den Hauptrollen zu sehen. 1987 folgte Das Geheimnis meines Erfolges, in dem Slater als Finanzexpertin Christy Wills in einer Dreiecksbeziehung mit dem Konzernchef und Filmpartner Michael J. Fox agiert.

“At first I wanted her to appear more military-like, wearing more blue and the like, but then Herb told me to have her display more female qualities, which turned out to be right because we could then see she was more apt to being both an executive and a woman.”

„Zunächst wollte ich ihr ein militärisches Auftreten geben, mit blauer Kleidung und dergleichen, aber dann meinte Herb, sie sollte mehr weibliche Eigenschaften zeigen, was sich als richtig erwies, weil wir dann verfolgen konnten, wie sie sich geschickt als Führungskraft und Frau zugleich verhält.“

Danach wirkte sie in weiteren Spielfilmen mit, darunter Sticky Fingers mit Melanie Mayron und City Slickers – Die Großstadt-Helden mit Billy Crystal. Die Western-ähnliche Filmkomödie über drei Männer in der Midlife-Crisis erreichte in den Vereinigten Staaten ein Einspielergebnis von etwa 124 Millionen US-Dollar und wurde damit zum größten kommerziellen Erfolg in Slaters Karriere als Filmschauspielerin.
Anfang der 1990er-Jahre dehnte Slater ihre Schauspieltätigkeit auf Fernsehfilme und -serien aus und spielte unter anderem neben Lloyd Bridges in mehreren Folgen der Serie Capital News sowie im Science-Fiction-Film 12:01 mit. Das Remake des gleichnamigen Oscar-nominierten Kurzfilms mit Jonathan Silverman und Martin Landau in weiteren Hauptrollen griff das Zeitschleifen-Thema auf, mit dem die ebenfalls 1993 veröffentlichte Filmkomödie Und täglich grüßt das Murmeltier bereits an den Kinokassen erfolgreich war. Ähnlich wie sechs Jahre zuvor in Das Geheimnis meines Erfolges verkörperte Slater eine beruflich in gehobener Stellung befindliche junge Karrierefrau, die zunächst unnahbar erscheint und später dem Charme des Protagonisten erliegt. Darüber hinaus partizipierte sie an Low-Budget-Produktionen, die trotz ihres Spielfilmcharakters zum Teil nur auf dem Heimkino-Markt erschienen sind.
1992 hatte sie einen Kurzauftritt in der Sitcom Seinfeld sowie seit 1997 regelmäßige Gastrollen in diversen Fernsehserien wie Caroline in the City, Will & Grace, Boston Public, Grey’s Anatomy, Crossing Jordan – Pathologin mit Profil, Supernatural, Eleventh Hour – Einsatz in letzter Sekunde, Greek, CSI: NY, Private Practice und Drop Dead Diva. 2007 und 2010 spielte sie zudem in drei Folgen der Fantasy-Serie Smallville die leibliche Mutter Lara von Clark Kent, der bürgerlichen Tarnidentität von Superman. Sie lieferte auch einen Beitrag für die im Februar 2010 erschienene 50. Ausgabe der neu aufgelegten Supergirl-Reihe von DC Comics. Von August 2011 bis März 2012 besetzte sie in der ersten Staffel der 20-teiligen Dramaserie The Lying Game die Rolle der zweifachen Mutter Kristin Mercer. Die zweite Staffel mit zehn Episoden wurde im ersten Quartal 2013 ausgestrahlt. In dem 2023 veröffentlichten Film The Flash hatte Helen Slater mit Hilfe der CGI-Technik einen Cameo-Auftritt als Supergirl.

### Theater und Musik
Gemeinsam mit ihrer Freundin Gina Gershon war Slater Mitbegründerin der New Yorker Theatergruppe Naked Angels. Als Mitglied des Actors Movement Studio unterstützte sie die Ausbildung junger Schauspieler. Außerdem war sie an der Gründung der beiden Improvisationstheatergruppen The Bubalaires und Otis Inspired in Los Angeles beteiligt. Mitte der 1980er-Jahre trat sie in zwei Off-Broadway-Produktionen auf: 1985 in Responsible Parties am Vineyard Theatre in Manhattan mit Larry Block und 1987 in Almost Romance im Manhattan Punch Line Theatre an der Seite von Fisher Stevens. 1990 folgte ein Engagement für das Theaterstück The Big Day am Pasadena Playhouse in der gleichnamigen kalifornischen Stadt.
Schon während ihrer Ausbildung an der High School of Performing Arts betätigte sich Slater als Songwriterin und Sängerin. Seit der Kindheit spielt sie Klavier und gab in der Gegend um Los Angeles mehrere Konzerte. Ferner verfasste sie zwei Musicals, darunter The Ugly Duckling (2015 als CD veröffentlicht), basierend auf dem Märchen Das hässliche Entlein des dänischen Schriftstellers Hans Christian Andersen. Für das Lied Detour im Spielfilm Schutzlos in der Dunkelheit steuerte sie Text und Musik bei. 2003 erschien ihre erste Solo-CD One of These Days, der in den Jahren 2005 und 2010 zwei weitere Alben Crossword und Shine folgten. Die selbst geschriebenen und gesungenen, überwiegend am Klavier begleiteten Lieder verbinden Folk-, Jazz- und Soul-Elemente im Easy-Listening-Stil. Im September 2013 kam das Lernalbum für Kinder Myths of Ancient Greece mit erzählerischen Elementen heraus.

## Persönliches
Helen Slater ist seit September 1989 mit Regisseur, Schauspieler und Drehbuchautor Robert Watzke verheiratet und Mutter einer Tochter, die am 28. August 1995 zur Welt kam.
Für ihre erste Spielfilmrolle in Supergirl musste Slater ihre braunen Haare blondieren. In der Folgezeit behielt sie die künstliche Haarfarbe für viele weitere Filmauftritte und wechselte diese erst, nachdem sie 1995 als Sprecherin für einen Kosmetikhersteller im Rahmen einer Marketingkampagne unter Vertrag genommen wurde. In der Fernsehproduktion Amy & the Angel ist sie noch mit ihrer natürlichen Haarfarbe zu sehen. Ihren ersten öffentlichen Auftritt hatte sie bereits 1980 in einem Werbespot für ein Getreideprodukt. Sie war auch Werbeträgerin einer Kaffeemarke und eines Sportartikelanbieters.
Mit Schauspielerkollege Christian Slater besteht kein Verwandtschaftsverhältnis. Das Gerücht entstand als Folge des gemeinsamen Filmprojektes Zeit der Vergeltung, in dem beide ein Geschwisterpaar spielten.

## Filmographie (Auswahl)

### Spielfilme
- 1984: Supergirl
- 1985: Zeit der Vergeltung (The Legend of Billie Jean)
- 1986: Die unglaubliche Entführung der verrückten Mrs. Stone (Ruthless People)
- 1987: Das Geheimnis meines Erfolges (The Secret of My Success)
- 1988: 900.000 $ zuviel (Sticky Fingers)
- 1989: Happy Together – Das Chaos-Duo (Happy Together)
- 1991: City Slickers – Die Großstadt-Helden (City Slickers)
- 1993: Der Schrei der Taube (Betrayal of the Dove)
- 1993: Gier nach Vergeltung (A House in the Hills)
- 1994: Lassie
- 1995: Ein ehrenwerter Diebstahl (The Steal), auch veröffentlicht unter dem Titel Ausgetrickst und reingelegt – Ein Trio räumt ab
- 1995: Das Yakuza-Kartell (No Way Back)
- 2001: Schutzlos in der Dunkelheit (Nowhere in Sight)
- 2004: Lust auf Seitensprünge (Seeing Other People)
- 2011: Beautiful Wave
- 2015: Der Fluch von Downers Grove (The Curse of Downers Grove)
- 2021: Confetti
- 2023: Chantilly Bridge

### Fernsehfilme und -serien
- 1982: Junge Schicksale (ABC Afterschool Specials) (Fernsehserie, Folge 11x01 Amy & the Angel)
- 1990: The Great Air Race (Fernsehfilm)
- 1990: Nachrichtenfieber (Capital News) (Fernsehserie)
- 1993: 12:01 (Fernsehfilm)
- 1993: Chantilly Lace (Fernsehfilm)
- 1994: Tödliches Klassentreffen (Parallel Lives, Fernsehfilm)
- 1997: Die Zahnfee (Toothless, Fernsehfilm)
- 2006: Jane Doe: The Harder They Fall (Fernsehfilm)
- 2007, 2010: Smallville (Fernsehserie, 3 Folgen)
- 2011: Rock the House (Fernsehfilm)
- 2011: Private Practice (Fernsehserie, Folge 4x15 Two Steps Back)
- 2011–2013: The Lying Game (Fernsehserie)
- 2013: The Good Mother (Fernsehfilm)
- 2014: Schatten der Leidenschaft (The Young and the Restless, Fernsehserie, 4 Folgen)
- 2015: Agent X (Fernsehserie, Folge 1x10 Fidelity)
- 2015–2021: Supergirl (Fernsehserie, 13 Folgen)

## Alben
- 2003: One of These Days
- 2005: Crossword
- 2010: Shine
- 2013: Myths of Ancient Greece
- 2015: The Ugly Duckling